# Seitasaari (ö i Lappland, Norra Lappland, lat 69,48, long 27,92)
Seitasaari, nordsamiska: Sieidiláássáš, är en ö i Finland. Den ligger i sjön Iijärvi och i kommunen Enare i den ekonomiska regionen Norra Lappland och landskapet Lappland, i den norra delen av landet, 1 000 km norr om huvudstaden Helsingfors. Öns area är 0,1 hektar och dess största längd är 60 meter i öst-västlig riktning.